# تاسو وايلد
تاسو وايلد (بالألمانية: Tasso Wild)‏ هو لاعب كرة قدم ألماني في مركز الدفاع، ولد في 1 ديسمبر 1940 في ألمانيا. لعب مع نادي نورنبرغ ونادي هرتا برلين.

## وصلات خارجية
- تاسو وايلد على موقع قاعدة بيانات كرة القدم.إي يو (الإنجليزية)
- تاسو وايلد على موقع بيانات كرة القدم. دي إي (الألمانية)